# Hire Khed, Gangawati
Hire Khed là một làng thuộc tehsil Gangawati, huyện Koppal, bang Karnataka, Ấn Độ.